# Ricardo Bravo Oliva
Ricardo Bravo Oliva (Valparaíso; 20 de junio de 1964) es un ingeniero civil bioquímico y político chileno, militante del Partido Socialista.
Entre 2014 y 2015 se desempeñó como intendente de la Región de Valparaíso, el décimo desde el regreso a la democracia. Anteriormente fue gobernador de la Provincia de Valparaíso, y también desempeñó funciones como asesor en materias ambientales de la municipalidad de Valparaíso.

## Primeros años de vida
Realizó su enseñanza básica en la Escuela Nº 3 Alemania y, cursó su enseñanza media en el Liceo Eduardo de la Barra de Valparaíso. Su educación universitaria la realizó en la Pontificia Universidad Católica de Valparaíso.
Está casado con Mabel Montenegro Troncoso, Asistente Social, y tiene 4 hijos. Simón (nacido en 1996), Flavia (nacida en 1997), Sofía (nacida el 2007) y Vicente (nacido en 2011) 
También pertenece a la 4.ª Compañía del Cuerpo de Bomberos de Valparaíso.

## Carrera política
Durante todo el primer gobierno de Michelle Bachelet (2006-2010) ocupó el cargo de Gobernador de Valparaíso.
En el año 2011 inscribe su candidatura junto a Abel Gallardo en la sede porteña del Partido Socialista, para competir ante el actual alcalde de Valparaíso Jorge Castro en las elecciones que se realizarán en el año 2012, aunque meses después su paso por aquellas elecciones municipales sería incógnito.
En el año 2013 anuncia su candidatura esta vez a diputado por el Distrito 14 (Viña del Mar y Concón), sin embargo, fue derrotado por su compañero de lista el diputado PPD en ejercicio y exalcalde de Viña, Rodrigo González, y por el aspirante de la UDI, Osvaldo Urrutia. Al año siguiente es designado intendente regional de Valparaíso, en el marco del segundo gobierno de Michelle Bachelet. Apoyó la fallida candidatura de Camilo Escalona a la presidencia del PS durante las elecciones de 2015. Fue destituido del cargo el 12 de agosto de 2015.

## Historial electoral

### Elecciones parlamentarias 2013
- Elecciones parlamentarias de Chile de 2013, distrito 14 (Viña del Mar y Concón)[9]